# 维勒巴鲁
维勒巴鲁（法語：Villebarou，法語發音：[vilbaʁu]）是法国卢瓦-谢尔省的一个市镇，位于该省中部，属于布卢瓦区。

## 地理
维勒巴鲁（47°37'21"N, 1°19'24"E）面积9.11 平方千米，位于法国中央-卢瓦尔河谷大区卢瓦-谢尔省，该省份为法国中北部省份，北起厄尔-卢瓦省，东北接卢瓦雷省，东南接谢尔省，南至安德尔省，西南接安德尔-卢瓦尔省，西北接萨尔特省。
与维勒巴鲁接壤的市镇（或旧市镇、城区）包括：布卢瓦、拉绍塞圣维克托、福塞、马罗勒、卢瓦尔河畔圣但尼、圣叙尔皮斯-德波姆赖、维莱尔邦。

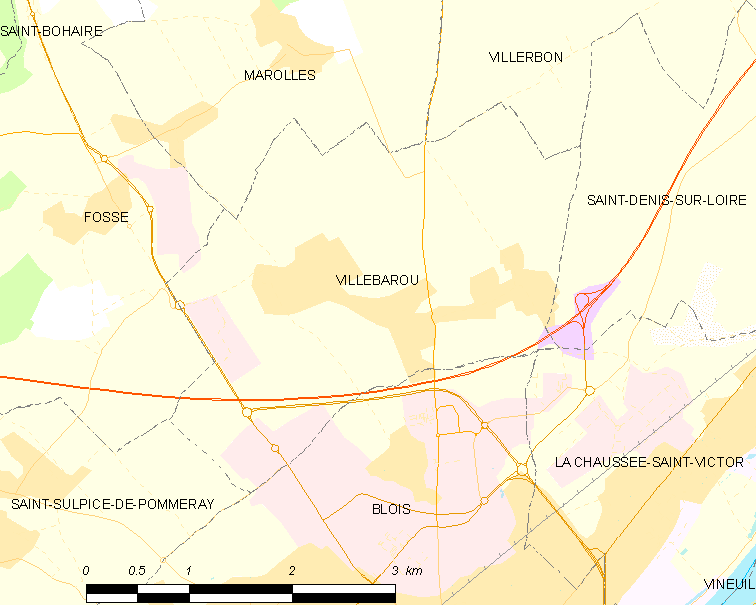
维勒巴鲁的OSM定位图

维勒巴鲁的时区为UTC+01:00、UTC+02:00（夏令时）。

## 行政
维勒巴鲁的邮政编码为41000，INSEE市镇编码为41276。

## 政治
维勒巴鲁所属的省级选区为布卢瓦第二县。

## 人口

1962-2008年间维勒巴鲁人口变化图示

维勒巴鲁于2022年1月1日时的人口数量为2558人。